# Томислав I

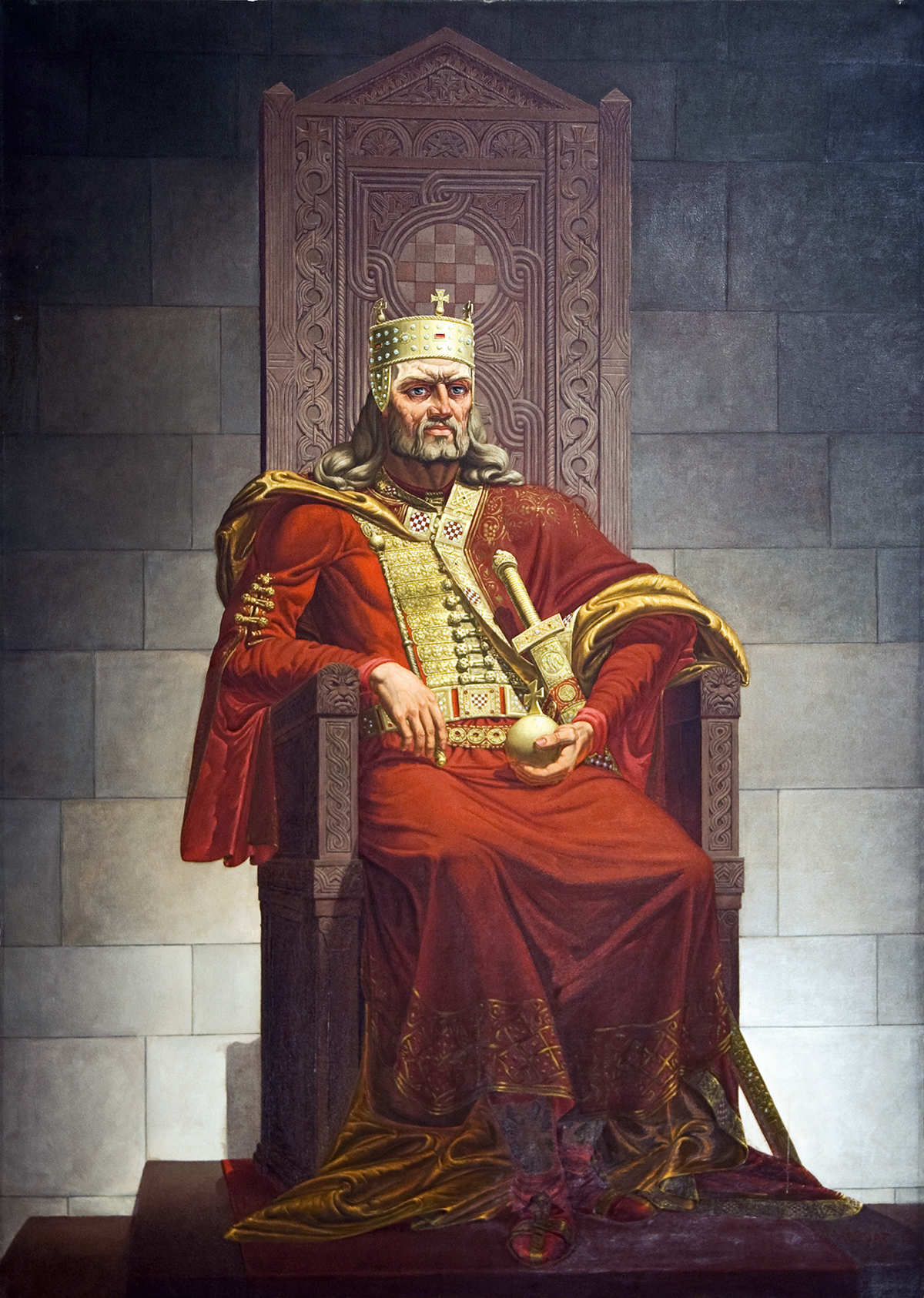
Томислав I

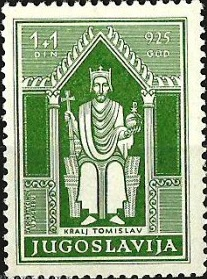
Поштова марка. Югославія, 1940 рік. Король Томислав

Томисла́в I (хорв. Tomislav I; помер у 928 році) — правитель Хорватії з династії Трпимировичів в 910—928 роках. В 910—925 роках носив титул князя Хорватії, в 925 році був коронований і став першим в історії хорватським королем. Об'єднав у складі своєї держави хорватів Далмації та Паннонії, сильно розширив кордони королівства, які в його правління простягалися від Адріатики до Драви і від Істрії до Дрини. Томислав зробив хорватське королівство одним з наймогутніших держав того часу на Балканах.

## Біографія
Про сім'ю Томислава відомо вкрай мало. Ймовірно, він був сином князя Мунцімира.
У перший період свого правління князь Томислав вдало зупинив вторгнення угрів і змусив їх відступити за Драву. Переможна війна дозволила йому приєднати до території князівства, яке включало в себе до цього тільки Далмацію, частину Паннонії в межиріччі Сави, Драви і Купи. Далматинські і посавскі хорвати, таким чином, вперше возз'єдналися в одній державі.

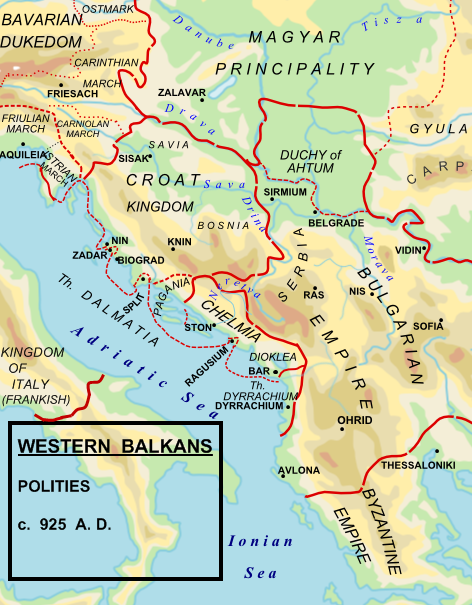
Хорватське королівство (середньовічне) при Томиславі I.

Найважливішою подією в хорватській історії стала коронація Томислава, як короля єдиної хорватської держави. Папа Іван X визнав Томислава королем і дарував Томиславу титул «Rex Chroatorum». Королівство було розділене Томиславом на 11 областей (жупаній). У кожній з областей було щонайменше по одному укріпленому королівському місту.
Розширення і посилення Хорватії призвело до ворожості Болгарії, яка досягла піку своєї могутності за царя Симеона I. Наявність спільного ворога зблизила Томислава з Візантією. За договором з Константинополем під контроль Хорватії перейшли візантійські міста в Далмації. Хорватія, зі свого боку, взяла зобов'язання боротися з територіальною експансією Симеона I.

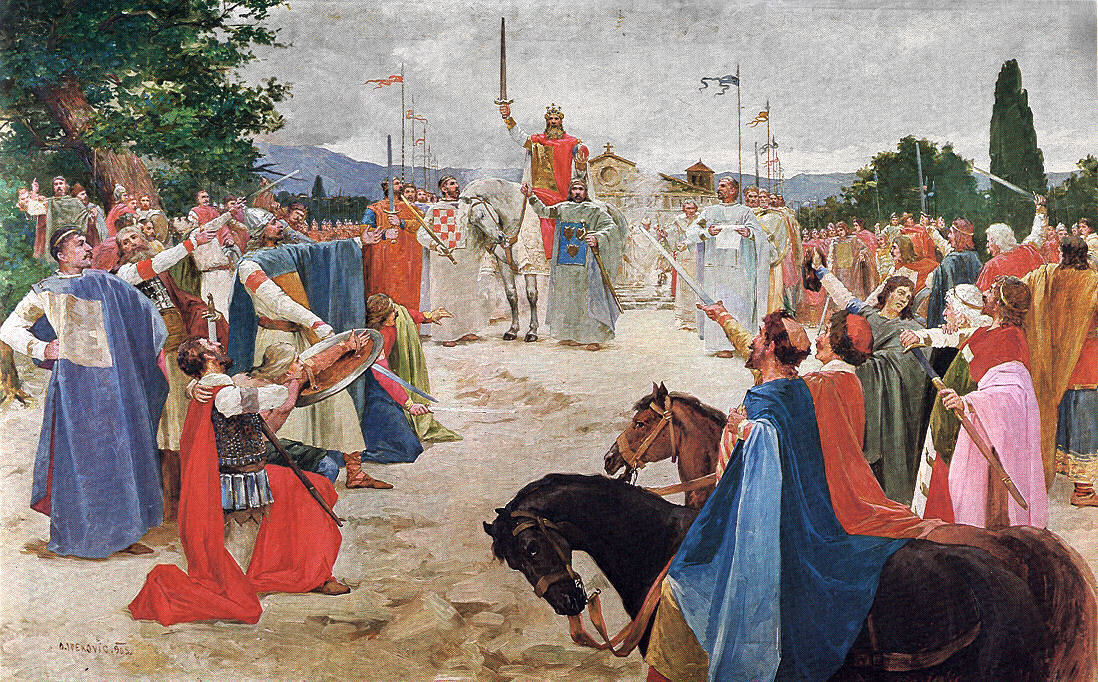
Отон Івекович. Коронація Томислава

У 926 році болгарська армія почала наступ на Хорватію, проте була повністю розгромлена Томиславом в Хорватсько-болгарський битві 927 року. Зазначена в деяких джерелах дата — 27 травня 927 року, на думку сучасних дослідників відноситься не до самої битви, а до послідуючої незабаром смерті Симеона. Згідно трактату «Про управління імперією» імператора Костянтина VII Багрянородного, хорватська армія в епоху Томислава складалася з 100 тисяч піхоти і 60 тисяч кавалерії, а також володіла 80 великими і 100 малими суднами, що говорить про те, що армія Томислава перевершувала міццю візантійську.
При Томиславі в 925 і 927 роках відбулися два сплітських церковних собори, на яких розгорілася боротьба між прихильниками Нінського єпископа Гргура, що стояли за використання в літургії слов'янської мови, і сплітською партією, яка підтримувала введення латини. За підсумками соборів перемогли прихильники латинізації, Нінська єпархія була ліквідована, а архиєпархія Спліта стала релігійним центром країни. Втім, латинізація богослужіння просувалася повільно, ще довгий час у Хорватії літургію служили слов'янською мовою, а богослужбові книги писали глаголицею.
Обставини смерті Томислава в 928 році невідомі. Наступником Томислава на престолі став його молодший брат Трпимир.